# إسماعيل الخليل
إسماعيل الخليل (القرن 19 - القرن 20) هو سياسي لبناني.

## حياته
سياسي من بلدة معركة، إحدى قرى جبل عامل.
سُجن في عاليه أيام جمال باشا وحوكم أمام المجلس العرفي في العام 1915م، ونجا من الإعدام.
كان مناهضا للفرنسيين، ومتحمّسا لحكومة الأمير الفيصل في دمشق.

## مسيرته
رئيس الحكومة العربية المحلية في مدينة صور في العام 1918م.
كان رئيسا لبلدية مدينة صور عام 1919م، ثم عُيّن حسين صفي الدين بديلا عنه في رئاسة البلدية.
عاد رئيسا لبلدية صور في العام 1920م، ثم أُجبر على الاستقالة بسبب مضايقة الفرنسيين له.